# すごろく
すごろく（双六、槊）とは、サイコロを振って、出た目に従って升目にある駒を進めて上がる盤上遊戯（ボードゲーム）。日本では飛鳥時代に中国から伝来した。

## 概要
すごろくには二人で対戦する盤雙六（ばんすごろく）と複数人が競争して上がりを目指す絵双六（えすごろく）の2種類がある。江戸時代には盤双六と絵双六が共にすごろくと呼ばれていた。盤雙六は文化文政時代には廃れ、現在では双六と言えば、絵双六がイメージされるようになった。

## 盤雙六

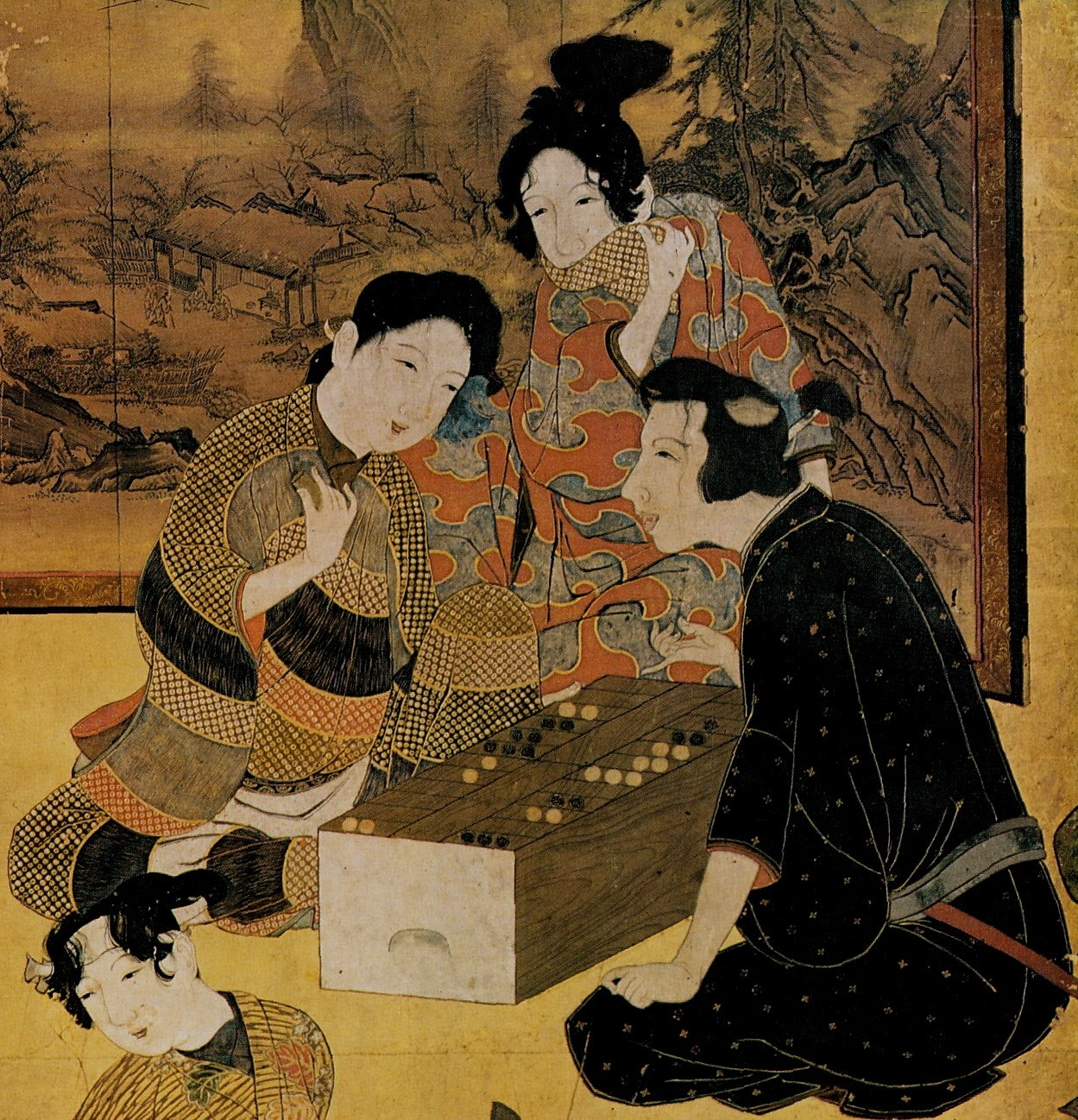
盤双六で遊ぶ様子（「彦根屏風」（17世紀前期）より）

盤雙六（ばんすごろく）は二人で遊ぶボードゲームであり、日本では飛鳥時代に貴族社会の遊びとして行われていた。古い形のバックギャモンの一種である。盤上に配置された双方15個の石をどちらが先に全てゴールさせることができるかを競う。片方のプレイヤーは黒い石を、もう一方のプレイヤーは白い石を使う。平安時代は上手が黒とされ、江戸時代には上手が白とされた。
- 開始前に手番順を決めてからゲームを始めるため、初手にゾロ目が起こり得る。また、ゾロ目は現在のバックギャモンのルールとは異なり２回のムーブである。
- さいころの出目に合わせて、二つの石を動かすか、あるいは一つの石を二回進めることができる。後戻りはできない。相手の石が二つ以上あるマス目（「一荷」、バックギャモンのブロックポイントに相当）には進めない。
- 石をすべて内地（インナーボード）に入れると（バックギャモンのベアリングインに相当）、次に石を盤外に出していく「下り端」という段階（バックギャモンのベアリングオフに相当）に変わり、全ての石を盤上から下ろしたプレイヤーの勝ちになる。
- 相手の石が一つだけ存在するマス目に石を移動した場合、相手のその石（「端石」、バックギャモンのブロットに相当）を一時的にゲームから取り除くことができる。これを「掛ける」または「切る」という。
- 切られた石はマス目の外に置かれる。石を切られたプレイヤーは自分の手番が来たとき、切られた石を出目に応じた盤上のマス目に戻さなければ、他の石を動かせない。
- バックギャモンにおけるギャモン勝ち（２倍勝ち）、バックギャモン勝ち（３倍勝ち）という概念は雙六ない。
- 相手が進めないマス目を６つ連続で作ることを「蒸す」といい、重要な戦術としていた。（上田竹翁の『新撰雙陸独稽古』明治三十年、青木嵩山堂による）
- ダブリングキューブは、1920年代にアメリカで発明されたため、当然ながら使用しない。

### 源流
盤雙六の起源についてはバックギャモン#歴史を参照。中国にはシルクロードを経由して入ってきた。魏の曹植が盤双六を発明したというのは伝説にすぎない。日本には遅くとも7世紀には中国から伝来している。

### 文学
盤双六は広く知られた文学作品にも登場している。
- 清少納言『枕草子』第一三四段（11世紀）

つれづれなぐさむもの。碁。双六。物語。
- 紫式部『源氏物語』常夏（11世紀）

双六をぞ打ちたまふ。手をいと切におしもみて、「小賽、小賽」と斯ふ声ぞ、いと舌疾きや。
- 『平家物語』巻第一・願立（13世紀）

「賀茂河の水、双六の賽、山法師。是ぞわが心にかなはぬもの」と、白河院も仰せなりけるとかや。
- 吉田兼好『徒然草』第一一〇段（14世紀）

双六の上手といひし人に、その行を問ひ侍りしかば、「勝たんと打つべからず。負けじと打つべきなり。いづれの手かとく負けぬべきと案じて、その手を使はずして、一目なりともおそく負くべき手につくべし」といふ。

### 隆盛と衰退
盤双六はゲームの進行に際してさいころによる偶然の要素が大きいため、賭博に用いられた。『日本書紀』によれば、689年12月に持統天皇によって初めての禁止令が出されている。正倉院宝物中には聖武天皇の遺愛品とされる木画紫檀双六局（もくがしたんのすごろくきょく）が納められている。
鎌倉時代の宮廷の実力者西園寺公衡や室町時代の伏見宮貞成親王、戦国時代の山科言継の日記にも盤双六の記録が残されている。
雛飾りの雛道具では碁盤・将棋盤・双六盤の三面を婚礼調度のミニチュアとして並べることがある。盤双六はかつて上流階級の婦女子のたしなみでもあった。
盤双六は文化文政時代には衰微しており、ゲームをスピーディに進められるように、自分のすべての石を内地に入れるか（これを「入り勝ち」と言う）、相手が手石（バックギャモンのオンザバー）の状態で内地をクローズアウトしたら勝ち（これを「無地勝ち」もしくは「蒸し勝ち」と言う）になるルールに変更された。このルールが広まったものの、衰退の歯止めにはならなかった。明治時代にはバックギャモンが伝来して「西洋双六」と呼ばれいる。第二次世界大戦後の昭和時代にはバックギャモンの大会が催されるようになり、競技人口が増えていった。

## 絵双六

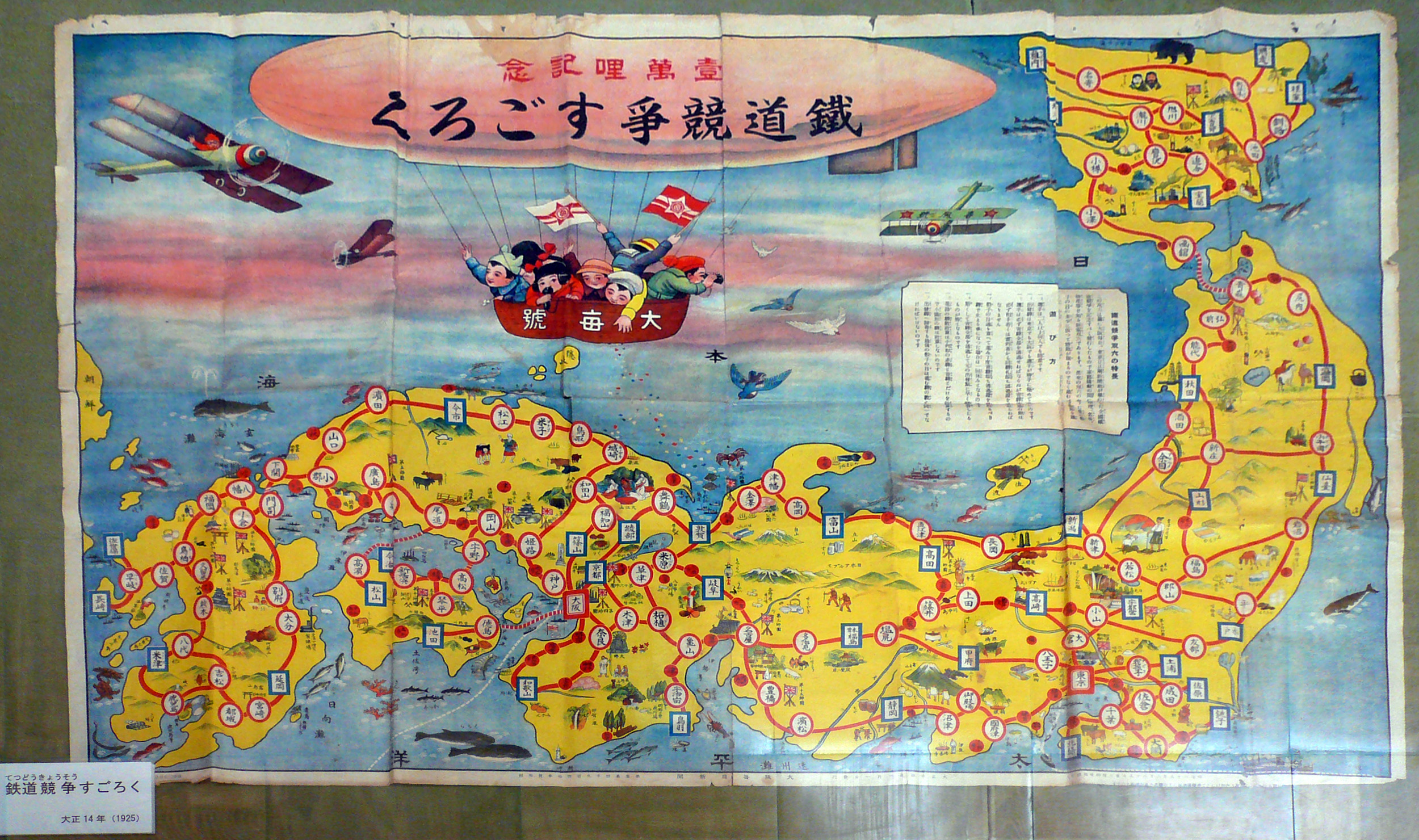
日本地図を盤面にした絵すごろく（大阪毎日新聞付録、大正14年）

絵双六（えすごろく、繪雙六）というのは、上記の盤双六の影響を受けて発達した遊戯で、紙に絵を描いてさいころを振って絵の上のマスの中にある駒を進めて上がりを目指すものである。ただし、かなり早い段階で（賭博の道具でもあった）盤双六とは別箇の発展を遂げていった。
ただし、最古のものとされる浄土双六には絵の代わりに仏教の用語や教訓が書かれており、室町時代後期（15世紀後半）には浄土双六が遊ばれていたとされる。なお、その名称や内容から元は浄土宗系統の僧侶によって作られたとも言われ、江戸時代の井原西鶴の作品（『好色一代男』など）には浄土双六がしばしば登場する。文政年間の曲亭馬琴の『耽奇漫録』によれば、当時浄土双六には大きく分けて4種類あったとする。ほぼ同時期に書かれた柳亭種彦の『還魂紙料』には、双六の起源について、
1. 中国の陞官図の一種である選仏図に由来する
2. 天台宗で初学の僧侶の学習のために作成された「名目双六」に由来する
3. 熊野比丘尼の絵解に由来する

という3つの説を述べ、選仏図説が一番もっともらしいとしている。
江戸時代の元禄年間には、道中双六・野郎双六（芝居双六）などが絵入りの双六が遊ばれるようになり、後期になると勧善懲悪や立身出世などのテーマ性を持ったものや浮世絵師による豪華な双六も出現するようになる。その一方で、春画などを用いたり、賭博性を持たせた双六も存在したため、天保の改革などにおいては禁圧の対象となっている。
明治時代以後は文明開化・富国強兵をテーマにしたものも現れ、次第に国民教化の手段として用いられるようになっていった。また、児童雑誌の付録として欠かせないものとなった。
戦後、遊びの多様化や社会の変化から双六は衰退したと言われている。しかし、今日のボードゲームやテレビゲームの中にさいころ（あるいは代用品としてルーレット）を用いてゲームを進行させる作品が多く存在しており、これらを双六の進化・発展した姿であると考えることもできる。
なお、絵双六そのものは日本独自のものであるが、西洋にもバックギャモンの影響を受けたと見られる、鵞鳥のゲームと呼ばれる双六に近い趣旨のゲームが14世紀頃から行われており、20世紀に入ってこうしたゲームの影響を受けてモノポリーや人生ゲームが発明されることとなった。

## 名前の由来

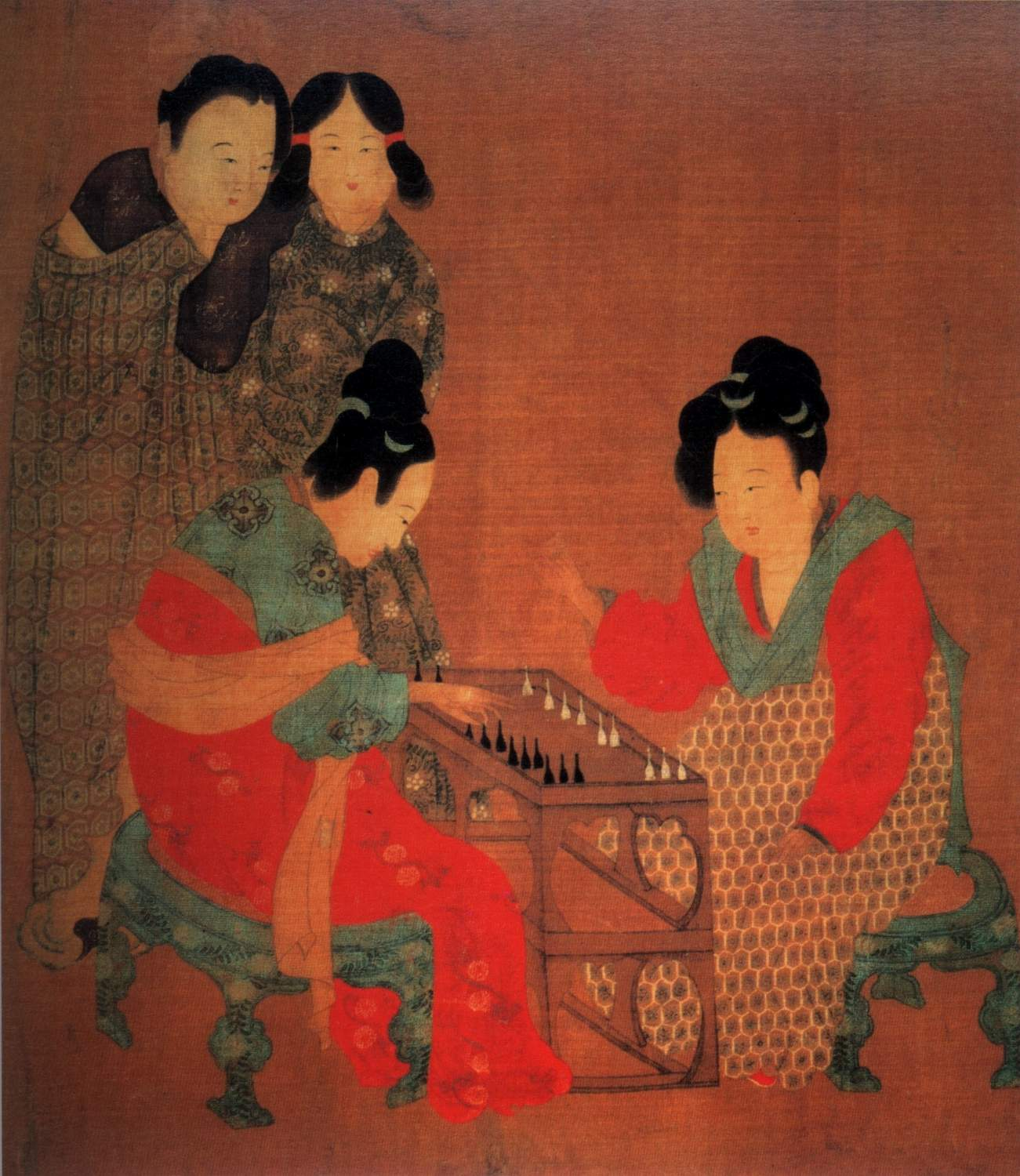
唐代の画家・周昉による『内人雙陸図』。「雙陸」（雙六）で遊ぶ宮廷の女性たちを描く

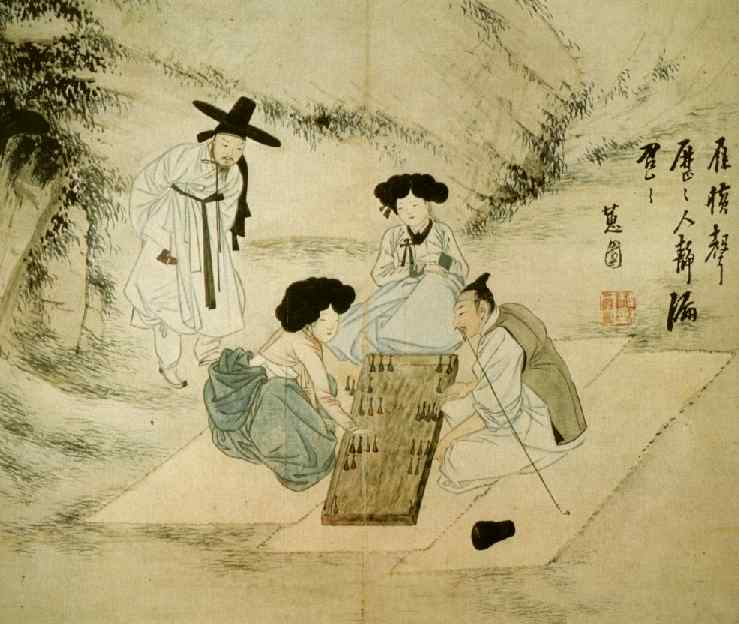
朝鮮王朝時代後期の風俗画『蕙園伝神帖』より。妓生と客人が「雙六」（サンリュク）で遊ぶ風景

さいころを2個振り、双方とも最大値である6のゾロ目がいかに出るかが形勢を左右したゲームであったため、「雙六」あるいは異字体として「双六」という字が当てられるようになった（「雙」・「双」は同じ意味を持つ）という説がある。しかし、日本の遊戯の歴史における先駆的な研究家である増川宏一は、江戸時代以前の日記などの記録類においては誤記と思われる少数例を除けば「雙六」と「双六」の使い分けがはっきりとしていること、日本語以外の言語でも盤雙六系遊戯と絵双六系遊戯にはそれぞれ違う単語があてられているのがほとんどであることから、両者は同じ「すごろく」であっても全く別な遊戯であり、雙六（盤雙六）に「双六」という表記を用いるのは不適切であると唱えている。
5世紀はじめに漢訳された『涅槃経』に見える「波羅塞戯」（はらそくぎ）が盤双六のことであるという。「波羅塞」はサンスクリットprāsaka（さいころ）の音訳。後に北魏では「握槊」（あくさく）と呼ばれ、南朝では「双六・双陸」（そうりく）と呼ばれた。唐以降は「双六・双陸」と呼ばれるようになった。（陸は六の大字。）日本語では古くは「すぐろく」と言った。